# アレクサンダー・ロートハウク

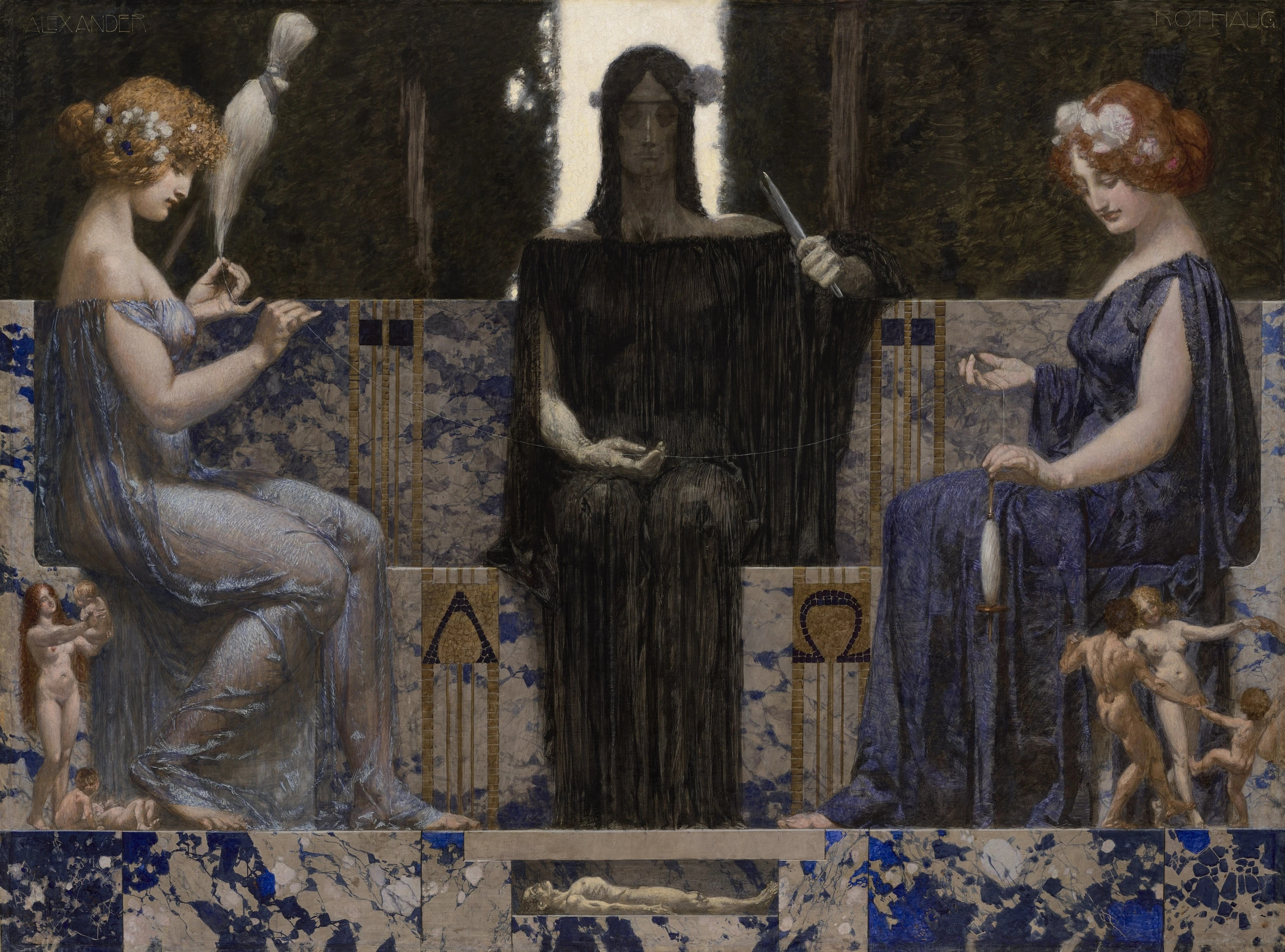
ロートハウク作『三つの運命』(c.1910)

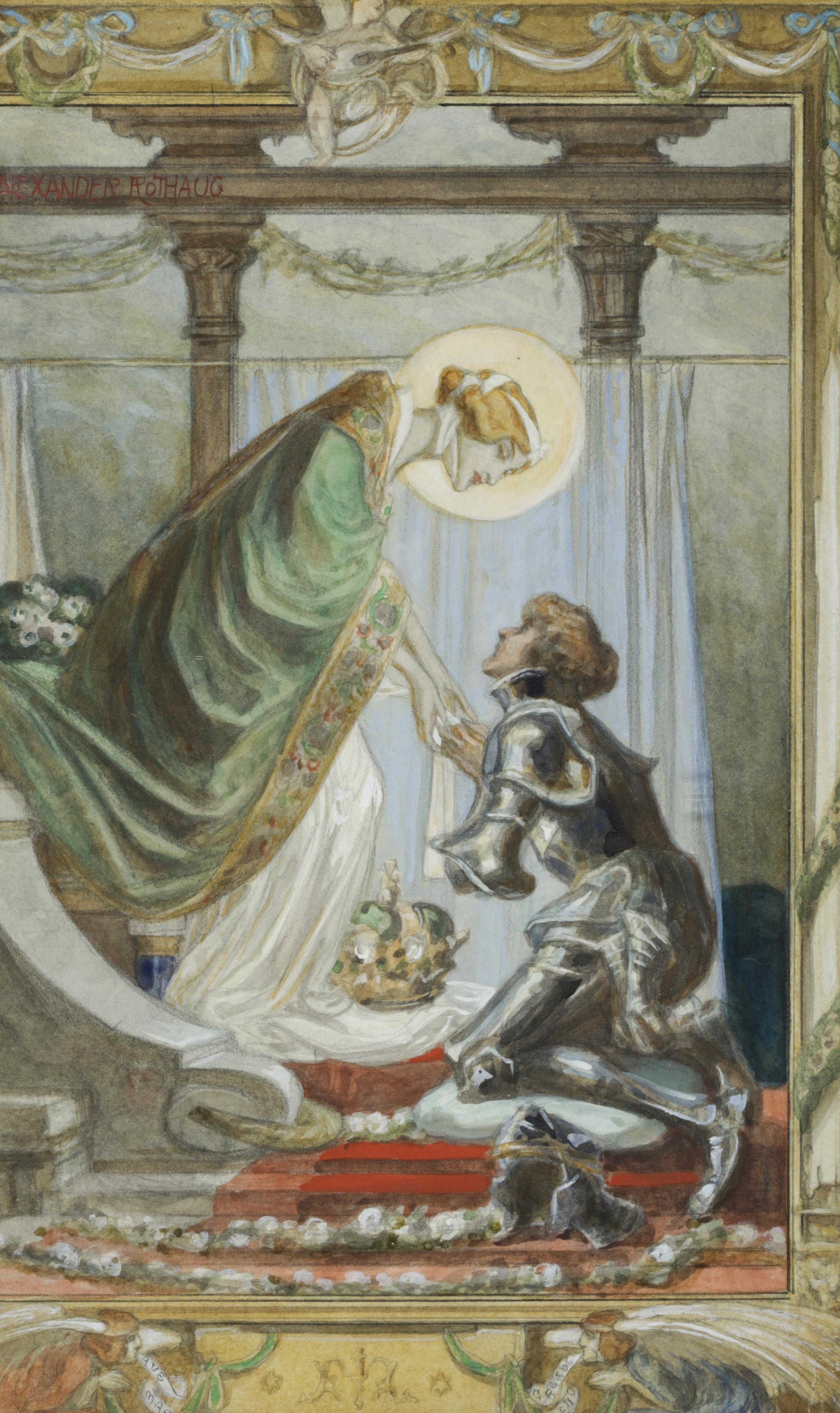
挿絵原画（水彩）

アレクサンダー・ロートハウク (Alexander Rothaug、1870年3月13日オーストリア＝ハンガリー帝国ウィーン - 1946年3月5日）は、オーストリアの画家、イラストレーター。

## 生涯
ウィーンで生まれた。1884年からヨハン・シュナイダー(Johann Schindler: 1822–1893)という彫刻家の弟子になるが、1885年にウィーン美術アカデミーに入学し、アイゼンメンガー(August Eisenmenger)やクリスティアン・グリーペンケール、ルンプラー(Franz Rumpler)に絵を学んだ。オリエンタリズムの画家、レオポルト・カール・ミュラーからも影響を受けた。1892年にミュンヘンに移り、雑誌「Die Fliegerblatt」のイラストレーターとして働いた。
1911年、アレクサンダー・ロートハウクに関する詳細な記事が雑誌『クンスト・レビュー』（Kunst-Revue）に掲載された。 
ロートハウクは、1938年にミュンヘンで開催された大ドイツ美術展に8枚の絵が展示され、その内の3枚をヒトラーが入手した。 